# I terrestri senza memoria
I terrestri senza memoria (Earth Geeks Must Go!) è l'ottantaseiesimo racconto della collana Piccoli brividi, dello scrittore statunitense R. L. Stine.

## Trama
Un ragazzino di nome Jacob Miller, il primo giorno di scuola del suo sesto anno, si accorge che intorno a lui le cose non vanno come in realtà dovrebbero: il suo nuovo insegnante, il professor Kray, scarabocchia sulla lavagna strani simboli e parla del cosiddetto "truz anno", le lettere sulle tastiere dei computer vicino al muro sono state sostituite da strani simboli e la cartina geografica presenta continenti e mari mai visti. In sala mensa, poi, Jacob nota un particolare insolito, disgustoso e spaventoso: i suoi coetanei, anziché mangiare con la bocca, ingurgitano cibo da delle fessure dentate presenti sotto le loro ascelle. Terrorizzato, Jacob fugge da questa bizzarra scuola e arriva in un boschetto, dove nota degli strani esserini pelosi, simili a insetti, dalle dimensioni di bolle blu vischiose chiamati Splatter. Liberatosi dagli esserini, fa la conoscenza di Arlene, una ragazzina della sua stessa età e col suo stesso problema: capire che cosa sta succedendo. I due poi vengono assaliti nuovamente dagli Splatter ma vengono salvati da un gruppo di loro coetanei, i quali riescono ad uccidere gli esserini fischiando con forza. I due vengono riportati a scuola dove, fortunatamente, riescono a non far notare agli altri la loro "anormalità".
Poco più tardi i due intravedono uno strano individuo sporco e barbuto che li pedina e, nel disperato tentativo di recuperare la memoria, si recano alla biblioteca cittadina per scoprire la storia del luogo; si rivela essere un tentativo inutile per il semplice fatto che i libri sono scritti in quegli strani simboli. I due si rifugiano in seguito in una casa abbandonata; qui Jacob e Arlene accendono il televisore e vedono un'edizione speciale del telegiornale dove scoprono che il governo sta cercando i cosiddetti "Terrestri Pazzi". I due vengono improvvisamente raggiunti dal misterioso individuo che però, a sorpresa, si rivela essere il loro padre, Eric Miller, che conferma che sono in grave pericolo e che loro sono gli unici veri terrestri in un mondo in cui accadono cose all'infuori dell'ordinario. Eric convince i suoi figli che l'unico modo per non farsi notare è tornare a scuola, a detta sua un posto sicuro, ma, durante la partita ad uno strano gioco durante l'ora di educazione fisica, Jacob e Arlene vengono scoperti essere i "Terrestri Pazzi" e fuggono via assieme al loro padre. Dopo una rocambolesca fuga a bordo di una bizzarra automobile, vengono catturati dal governatore Dermar e dalle sue guardie e condannati ad essere immersi in un pentolone colmo di Splatter a meno che non consegnino loro l'"arma". I tre infine vengono rilasciati grazie all'aiuto degli Splatter stessi che riescono a comunicare con loro telepaticamente: il loro capo, Grolff, rivela loro che sono degli esseri dall'intelligenza superiore che li hanno rapiti dalla Terra e cancellato la loro memoria per poter avere da loro l'arma in grado di annientare Dermar e il resto della popolazione. L'arma di cui Grolff parla è in realtà l'orologio che Eric Miller porta al polso (il quale conterrebbe una bomba micidiale) ma Jacob, incredibilmente, lo distrugge e l'oggetto emette un suono acutissimo che uccide Grolff e il resto degli Splatter; Jacob giustifica il suo gesto dicendo di aver percepito la malvagità nella voce di Grolff. Sopraggiunto Dermar, questi si congratula con loro per aver ucciso gli Splatter, poiché erano loro in realtà gli esseri malvagi che volevano dominare il pianeta (avendo più volte rapito veri Terrestri cancellando loro la memoria per poi mandarli sul loro pianeta con delle armi camuffate da innocui oggetti) e decide di premiarli per il loro coraggio, organizzando una festa che dura ben due giorni, con canti, balli e cibo in quantità.
Successivamente, quando Jacob, Arlene e Eric dicono a Dermar di voler ritornare sulla Terra, il governatore dice loro che ciò non è possibile poiché la loro tecnologia in fatto di viaggi spaziali non è avanzata come quella degli Splatter e, in alternativa, suggerisce ai tre di diventare come loro, creandogli chirurgicamente degli apparati nutritivi sotto le ascelle. Una delle guardie di Dermar, però, suggerisce ai tre di rivolgersi al vecchio Phil, uno scienziato anziano considerato da tutti un pazzo, il quale possiede un'astronave per viaggi interplanetari. I tre decidono dunque di partire con l'astronave del vecchio Phil (il quale riferisce loro che essa può viaggiare nel continuum spazio-temporale), sotto lo sguardo di milioni di persone. Dopo un breve viaggio, i tre atterrano su un luogo a loro ignoto; aperto il portellone d'accesso, vengono investiti da una forte luce: si ritrovano in un quartiere assolato, con un bel venticello e lunghe file di casette. Felici e contenti, i tre s'incamminano saltellando sulla strada, incontrando poi un uomo e una donna che stanno strappando le erbacce in giardino ma, non appena iniziano con loro una breve conversazione, i due individui si staccano le teste, e dal loro collo cavo ne fuoriescono due rosse e squamose, come quelle delle lucertole, chiedendogli successivamente se sono del luogo.

## Personaggi
- Jacob Miller: il protagonista della storia, cerca in tutti i modi di scoprire dove sia finito. Si rivela in un secondo momento il fratello di Arlene.
- Arlene Miller: la coprotagonista, anche lei, come suo fratello Jacob, cerca di scoprire dove sia finita. Risulta essere più emotiva del fratello.
- Eric Miller: il padre di Jacob e Arlene. Vestito con un impermeabile, ha una barba sporca e lunga e il suo aspetto è trasandato.
- Dermar: il governatore del pianeta simile alla Terra dove Jacob, Arlene e Eric sono intrappolati. In un secondo momento, dopo che i tre hanno sconfitto gli Splatter, li nomina eroi onorari.
- Trager: il preside della strana scuola di Jacob e Arlene, è lui a denunciarli alle autorità perché "Terrestri Pazzi".
- Grolff: il capo degli Splatter, degli alieni intelligenti che hanno rapito Jacob, Arlene ed Eric dalla Terra cancellando la loro memoria per distruggere il pianeta simile alla Terra.
- Phil: uno scienziato considerato da molti un vecchio pazzo. È lui a fornire a Jacob, Arlene e Eric l'astronave per poter tornare sulla Terra.
- Kray: il professore della strana classe di Jacob.
- Myrna: una diligente studentessa della strana classe di Jacob.

## Curiosità
- Rispetto agli altri libri della serie, esclusi i libri-game della serie Give Yourself Goosebumps, questo è il primo ed unico ad essere narrato al presente. Inoltre, è la prima storia della serie, dopo Il campeggio degli orrori (anche se in questo caso si scopre solo nel finale), a non avvenire sulla Terra ma in un altro mondo ad essa simile. Il lettore può constatare ciò sin dal primo momento durante la lettura dopo i primi capitoli.
- La copertina del libro rappresenta un essere umano dallo sguardo inquietante con gli occhi gialli con le iridi rosse indossante una tuta spaziale rossa con un casco di vetro a bordo di una strana astronave verde che si dirige verso la Terra. Questa rappresentazione in realtà non si riferisce a nulla di ciò che accade nel libro (e non è il primo caso di una copertina della serie che non si riferisce ad un qualcosa che accade realmente nella storia). Essa è stata realizzata da Tim Jacobus (l'illustratore delle copertine della serie).

## Edizioni
- R. L. Stine, I terrestri senza memoria, traduzione di Cristina Scalabrini, collana Piccoli brividi, Arnoldo Mondadori Editore, 2001,  p. 139, ISBN 88-04-49818-8.